# Финикс Санз
«Фи́никс Санз» (англ. Phoenix Suns) — профессиональный баскетбольный клуб, выступающий в Тихоокеанском дивизионе Западной конференции Национальной баскетбольной ассоциации. Клуб базируется в городе Финикс, Аризона. С 1992 года свои домашние игры проводит в «Токинг Стик Ризот-арена», расположенной в пригороде Финикса. Является единственной командой в дивизионе, которая не располагается в штате Калифорния.
«Санз» присоединились к лиге в 1968 году в результате расширения НБА. По проценту выигрышных матчей команда занимает четвёртое место в ассоциации за всё время выступлений. По окончании сезона 2014—15 клуб выиграл 55 % матчей.
За 47 лет в НБА клуб 29 раз выходил в плей-офф, заканчивая регулярный чемпионат с 50 или более побед. 9 раз клуб пробивался в финал Западной конференции, трижды попадал в финал НБА (1976, 1993 и 2021 годах), однако так ни разу не завоевал чемпионский титул.
После того, как 27 июня 2014 года команда НХЛ «Финикс Койотис» сменила название на «Аризона Койотис» (что было частью сделки с Хила Ривер-арена), «Финикс Санз» остался единственной профессиональной командой в штате, в названии которой осталось название города.

## История

### 1968–1976: Начало
«Финикс Санз» стал одной из двух команд, которые появились в НБА в сезоне 1968–69 (вместе с «Милуоки Бакс»). Баскетбольный клуб стал первым профессиональным клубом не только в Финиксе, но и в штате Аризона. Он оставался единственной командой на протяжении практически 20 лет (с 1973 по 1978 годы в ВХА выступал сейчас не существующий клуб «Финикс Роудраннерс») вплоть до переезда из Сент-Луиса клуба по американскому футболу «Финикс Кардиналс» в 1988 году. В течение 24 сезонов команда выступала на площадке Аризона Ветеранс Мемориал Колизеум. Клубом владела группа, организованная Карлом Эллером, миноритарными владельцами были Дональд Питт, Дон Даймонд, Вхавик Дарджи, Марвин Мэйер и Ричард Блох. Кроме непосредственных инвесторов, вклад внесли и знаменитости: Энди Уильямс, Бобби Джентри и Эд Эймс. У команды была группа критиков, в частности, комиссионер НБА Уолтер Кеннеди, который говорил, что «Финикс» "слишком горяч", "слишком мал", "слишком далёк" от успешности, а также от основных рынков НБА. Это было заявлено даже несмотря на то, что городская агломерация Финикса постоянно росла, а Финикс противопоставлял себя таким городам как Сан-Диего, Лос-Анджелес, Сан-Франциско и Сиэтл.
После постоянного лоббирования Блохом (который стал Президентом «Финикс Санз»), в 1968 году Совет Управляющих НБА решил, что 22 января 1968 года Финикс и Милуоки получат собственные команды. За "вход" клуб заплатил 2 млн.долл. Ежедневная газета «Arizona Republic» организовала конкурс на название новой команды и получила 28 тыс. откликов. Победитель получил 1000 долл. и билеты на домашние матчи клуба на весь дебютный сезон. В списке названий были такие как: «Скорпионс», «Рэттлерс», «Тандербёрдс», «Рэнглерс», «Маверикс», «Тимблвидз», «Мустангс» и «Кугарс». Известно имя первого создателя логотипа команды, им стал Стэн Фэйб (англ. Stan Fabe), владевший коммерческим заводом по печати в Таксоне. Первый логотип обошёлся команде в 200 долл. Награду он получил после того, как местный дизайнер получил около 5 тыс. долл. за разработку логотипа, однако он не был принят руководством.
На расширительном драфте 1968 года «Санз» получили двоих будущих членов Зала баскетбольной славы Гейла Гудрича и Дика Ван Эрсдейла.

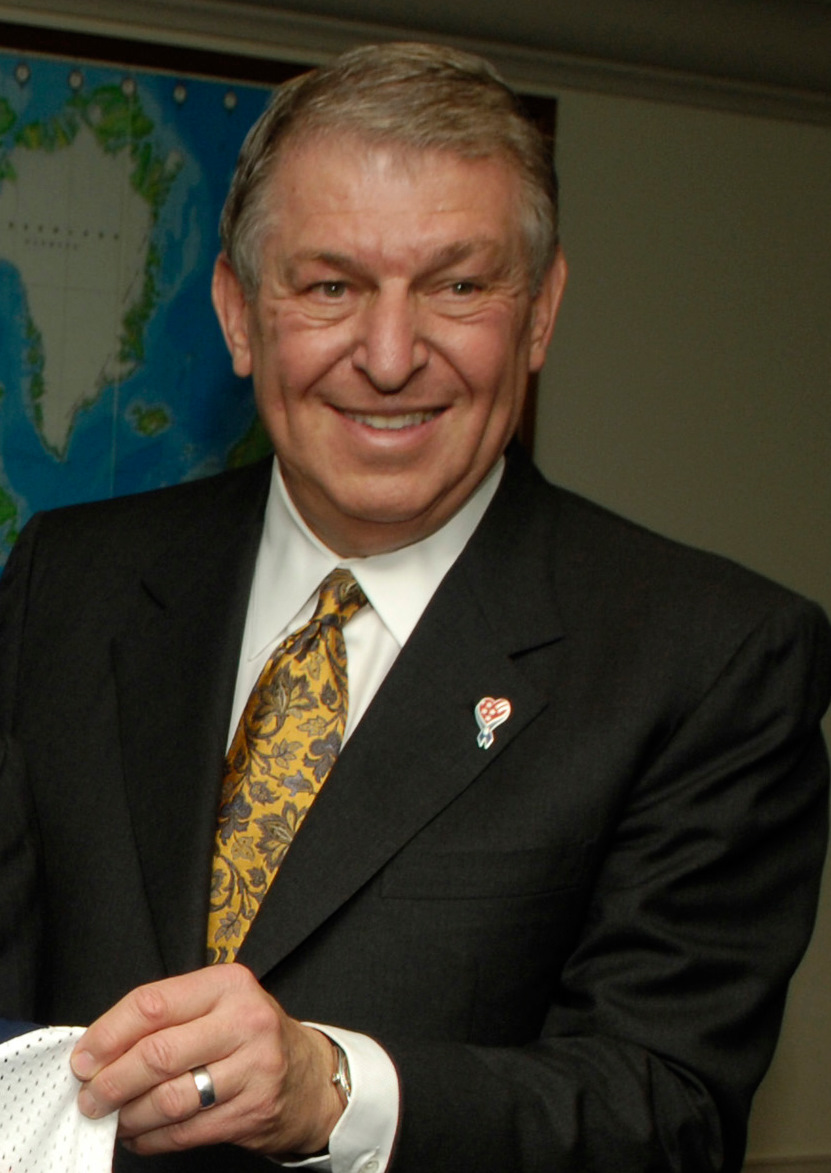
В 1968 году первым генеральным менеджером «Санз» в возрасте 28 лет стал Джерри Коланжело

В 1968 году к руководству командой пришёл молодой генеральный менеджер Джерри Коланжело, бывший ранее баскетбольным агентом в «Чикаго Буллз» (команде, которая появилась в НБА на два года раньше). Он пришёл вместе с главным тренером Джонни Керром. В Чикаго в первом сезоне с Коланжело и Керром команда выиграла 33 матчей и попала в плей-офф (к тому же Керр получил приз Тренер года в НБА), в Финиксе же сезон вышел провальным с соотношением побед и поражений 16–66, для выхода в плей-офф не хватило 25 побед.
По итогам сезона Гудрич и Ван Эрсдейл были выбраны для участия в Матче всех звёзд. Гудрич после двух сезонов в «Санз» затем вновь вернулся в бывшую команду «Лейкерс», а Ван Эрсдейл провёл здесь всю оставшуюся карьеру, а впоследствии даже был тренером клуба.
Последнее место в сезоне принесло команде несколько высоких пиков драфта 1969 года, однако первый пик ушёл в другую команду расширения, «Милуоки Бакс». Под первым пиком Милуоки выбрали легендарного центрового Карим Абдул-Джаббара (тогда известного как Льюис Алсиндор), а «Санз» под вторым номером — также центрового Нила Уолка. Результат практически сразу сказался — «Бакс» выиграли Финал НБА в 1971 году, а в 1974 году вновь дошли до Финала, а «Санз» добились права выступать в Финале только однажды, в 1976 году. В сезоне 1969–70 «Санз» выступали значительно лучше, окончив его с результатом 39–43, что позволило команде попасть в плей-офф. Однако в первом же раунде «Санз» вышли на победителя Западной конференции «Лос-Анджелес Лейкерс», которому проиграли. Следующие два сезона (1970–71 и 1971–72) команда завершала с результатами 48 и 49 побед соответственно, однако уже не могла попасть в плей-офф вплоть до 1976 года.

### 1975–1976: Дорога в Финал
В наиболее удачном для себя сезоне 1975–76 «Финикс» сделали для себя несколько ключевых перестановок в составе. Так, по итогам предыдущего сезона в «Бостон» был продан бывший участник Матча всех звёзд, защитник Чарли Скотт, а в «Финикс» перешёл чемпион НБА 1974 года, защитник Пол Уэстфал. Кроме того, на драфте был выбран центровой и любимец фанатов Элван Адамс, а также защитник Рики Соберс. В середине сезона «Санз» и «Баффало Брэйвз» осуществили сделку, в результате которой в «Санз» перешёл Гар Херд, а в «Баффало» — центровой Джон Шумейт. Сезон для «Санз» был очень неровным, сначала была серия 14–9 (лучший показатель в истории коллектива), затем последовал спад 4–18, а команду настигла серия травм (в том числе Дик Ван Эрсдэйл в феврале сломал руку). Однако затем команде удалось завестись, последовала серия 24–13. По итогам сезона команда финишировала с показателем 42–40, что позволило впервые с 1970 года принять участие в плей-офф. В первом раунде Западной конференции «Санз» встретились с «Сиэтл Суперсоникс», серия была выиграна 4–2. В финале Западной конференции был повержен действующий чемпион, команда «Голден Стэйт Уорриорз» со счётом в серии 4–3. В итоге команда впервые в своей истории получила право на участие в Финале НБА. В финале «Санз» встретились с «Бостон Селтикс», в котором солировали два будущих члена Зала баскетбольной славы Дейв Коуэнс и Джон Хавличек. Важнейший матч (Матч 5) серии проходил в Бостон-гардене, в нём «Санз» отыгрались с разницы -22 и добрались до овертайма. По итогам матча игроки сыграли три овертайма, а в последнем сильнее был «Бостон», который выиграл со счётом 128–126. В шестом матче «Бостон» выиграл в гостях со счётом 87–80 и стал чемпионом НБА.

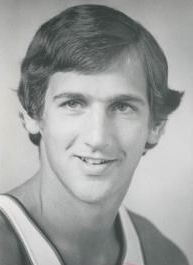
Пол Уэстфал привёл «Санз» к первому Финалу НБА 1976 года

### 1976–1988: От успеха к скандалам
В конце 1970-х и начале 1980-х годов команда провела несколько успешных сезонов, попав восемь раз подряд в зону плей-офф. Проблемы на площадке и за её пределами появились в середине 1980-х. В 1987 году в округе Марикопа было выявлено 13 человек, замешанных в делах по наркотикам, трое из них были действующими игроками «Санз» (Джеймс Эдвардс, Джей Хамфрис и Грант Гондрежик). Частично обвинение базировалось на результатах допроса "звездного" игрока Уолтера Дэвиса, которому был предоставлен иммунитет. Никто из ответчиков не был вызван в суд, с двух игроков обвинения были сняты, один получил испытательный срок. Тем не менее, дело привело к крупномасштабному скандалу, стало "охотой на ведьм", а клуб понёс серьёзные репутационные издержки на местном и национальном уровнях. Скандал позволил генеральному менеджеру клуба Джерри Коланжело вместе с группой выкупить права на клуб у бывших владельцев за рекордные на тот момент 44 млн.долл. Скандал с наркотиками, а также потеря в авиакатастрофе молодого центрового Ника Ваноса безусловно сказались на спортивных результатах команды.

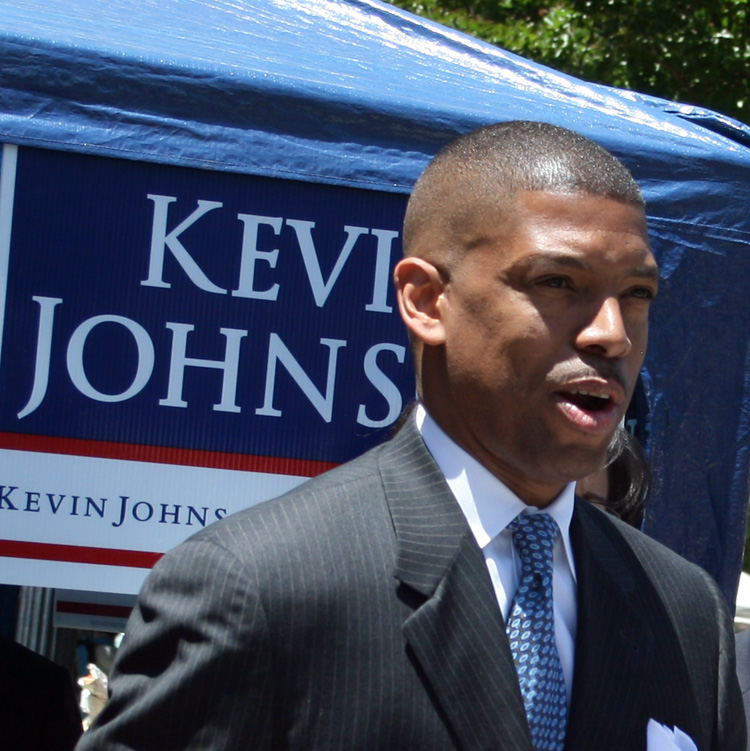
Кевин Джонсон выступал за «Санз» в течение 11 сезонов

### 1988–1992: Приход Кевина Джонсона
Начало возвращения в игру произошло в 1988 году, когда из «Кливленда» в команду перешёл Кевин Джонсон, Марк Уэст и Тайрон Корбин. В обратном направлении проследовал участник Матча всех звёзд, тяжёлый форвард Ларри Нэнс и Майк Сандерс. Обмен привел к усилению команды - клуб тринадцать раз подряд принимал участие в плей-офф. Из Сиэтла перешёл тяжелый форвард Том Чамберс (первый в истории НБА неограниченно свободный агент), продолжил улучшать свою игру выбранный во втором раунде драфта 1986 года Джефф Хорнасек, на драфте 1988 года был выбран Дэн Марли (получен в результате обмена с участием Кевина Джонсона). В 1989 году в команду из «Шарлотт Хорнетс» пришёл Курт Рэмбис, а команда дошла до финала Западной конференции, легко расправившись во втором раунде с «Лос-Анджелес Лейкерс» (4—1). В финале «Санз» уступили «Портленду». В 1991 году соотношение побед и поражений составило 55–27, однако в первом же раунде плей-офф «Санз» уступили «Юте» (3—1). В 1992 году команда выиграла 53 встречи регулярного чемпионата при 29 поражениях. Имея в составе четырёх участников Матча всех звёзд двух последних сезонов (Чамберса, Джонсона, Хорнасека и Марли), «Санз» в первом раунде плей-офф 1992 года легко обыграли «Спёрс» (3—0), однако в полуфинале вновь уступили Портленду (4—1). Самой интересной стал Матч 4, в котором «Санз» уступили в двух овертаймах со счётом 153–151 (самый большой счёт в матчах плей-офф НБА). В этом матче «Санз» последний матч проводили на старой арене Колизей.

### 1992—1996: Эра Чарльза Баркли
В 1992 году «Санз» переехали на новую арену в пригороде Финикса, Америка Уэст Арена (в честь America West Airlines, сейчас называется Токинг Стик Ризот-арена). Оказалось, что неофициально арена называется «Пурпурный Дворец» (Purple Palace) из-за своих сидений, что очень хорошо согласовывалось с командными цветами. Из «Филадельфии» был выменян участник Матча всех звёзд, тяжелый форвард Чарльз Баркли. В «Филадельфию» отправились Джефф Хорнасек, Эндрю Ланг и Тим Перри. По итогам сезона НБА 1992—93 Баркли получил титул MVP. Кроме Баркли в состав команды попали некоторые другие ключевые игроки, такие как Дэнни Эйндж и задрафтованные у Арканзаса центровой Оливер Миллер и форвард Ричард Думас (который был задрафтован в 1991 году, но в дебютном сезоне подозревался в нарушении правил НБА по употреблению наркотиков).
В 1992 году из ассистента в главного тренера команды превратился Пол Уэстфал, для которого сезон на этом посту был дебютным. Уэстфал уже руководил командой, а также был частью «Санз» образца 1976 года, которая дошла до Финала НБА. По итогам сезона «Санз» установили рекорд клуба, одержав 62 победы в регулярном чемпионате (рекорд продержался до сезона 2004–05). В первом раунде плей-офф команда обыграла сеяных под восьмым номером «Лейкерс», отыгравшись с 0-2 в серии из пяти матчей. Лидером был Чарльз Баркли, который набирал 25+ очков (кроме второго матча серии, где он набрал 18), а также 10+ подборов (во втором матче совершил 21 подбор). В полуфинале конференции их ждали «Спёрс», которые были обыграны со счётом 4-2. Баркли также был лучшим игроком «Санз», вместе с Кевином Джонсоном лидируя практически во всех статистических показателях. В финале конференции «Санз» вышли на «Суперсоникс», каждая команда выигрывала домашний матч и уступала в гостях. Но так как матчи начинались на площадке «Санз», решающий седьмой матч проходил на домашней площадке, в котором команде удалось победить со счётом 123—110. Лидерами по-прежнему оставались Джонсон и Баркли. В седьмом матче Баркли сделал дабл-дабл, набрал 44 очка и совершил 24 подбора. В итоге команде во второй раз в истории клуба удалось дойти до Финала НБА. В финале «Санз» ждала команда «Чикаго Буллз», в которой блистали будущие члены Зала баскетбольной славы Майкл Джордан и Скотти Пиппен. В серии был зафиксирован матч с тремя овертаймами (Матч 3), которая для «Санз» была второй (после Финала 1976 года), став рекордной для одной команды НБА в истории Тренер «Санз» Пол Уэстфал стал единственным, кто принял участие в двух матчах финальной серии с тремя овертаймами (как игрок в 1976 году и как тренер в 1992 году). Самым упорным стал последний матч (Матч 6), который окончился со счётом 98—99 в пользу «Буллз». За 3,9 секунды до окончания основного времени Джон Пакссон забросил трёхочковый бросок, а на последних секундах Хорас Грант совершил блок-шот, не позволив «Санз» забросить. Несмотря на поражение, около 300,000 фанатов вышли на улицы Финикса праздновать окончание сезона.

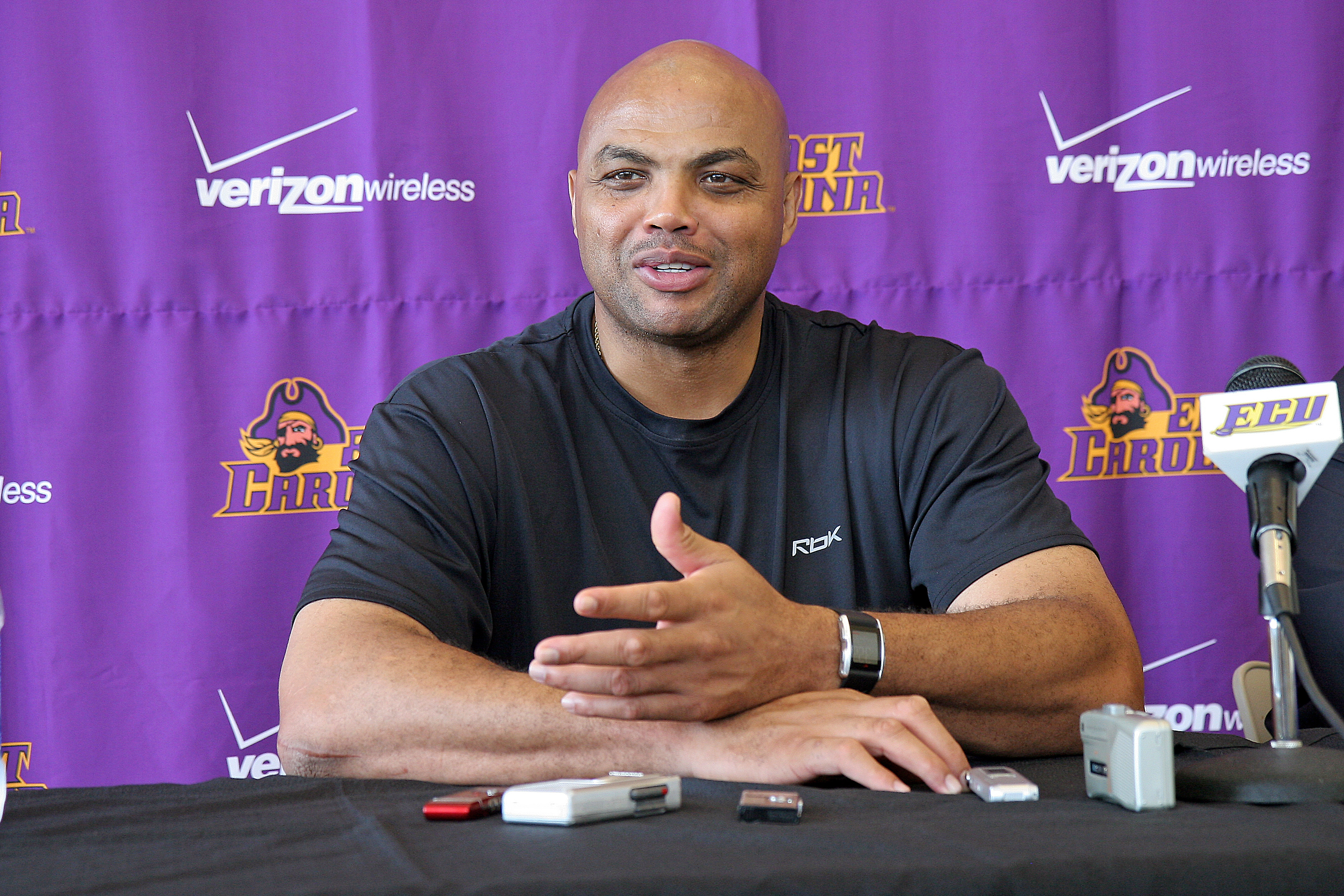
Чарльз Баркли, ставший MVP сезона 1993 года и второй раз в истории клуба приведший «Санз» к Финалу НБА

«Санз» продолжили успешно выступать в регулярном чемпионате и в следующих сезонах. По итогам четырёх сезонов (1992–1995) соотношение побед и поражений составило 178–68. Команда продолжала усиливать состав, появились такие игроки как Эй Си Грин, Дэнни Мэннинг, Уэсли Персон, Уэймен Тисдейл и Эллиот Перри. Несмотря на выигранный титул чемпиона Тихоокеанского дивизиона в 1995 году, «Санз» были выбиты из полуфинала Западной конференции командой «Хьюстон Рокетс», причем это случалось в дважды, в 1994 и 1995 годах. Оба раза для выявления победителя потребовалось семь матчей. В 1995 году «Санз» проиграли три последних матча (Матчи 5, 6 и 7). Мэннинг был подвержен травмам, в 1995 году он получил травму связок перед перерывом на Матч всех звёзд. Оба раза «Санз» лидировали в серии и им не хватало одной победы (2–0 в 1994, 3–1 в 1995), однако каждый раз «Рокетс» удавалось вернуться и отыграться, а затем выиграть серию.

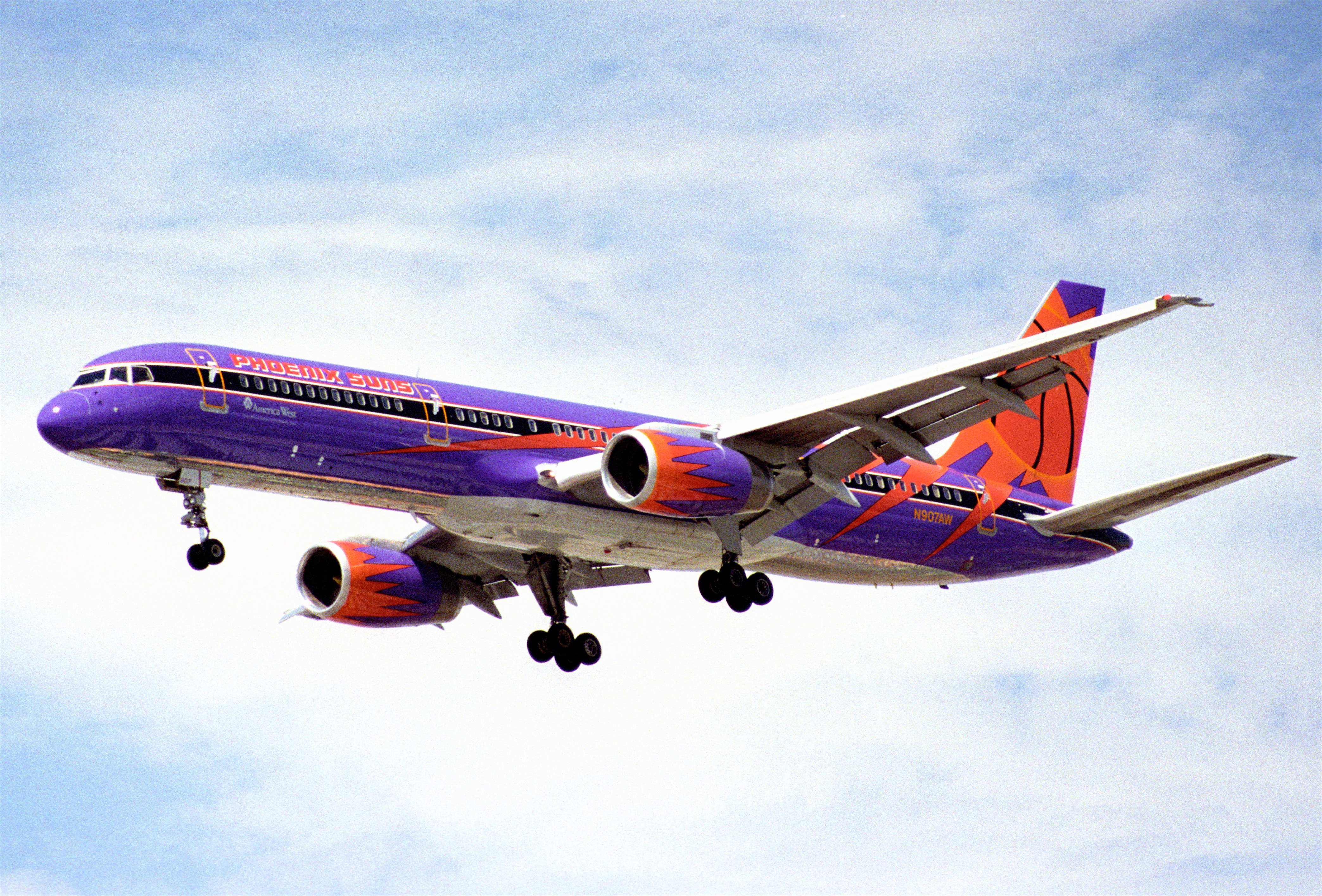
Boeing 757-225 компании America West Airlines, перекрашенный 16 мая 1995 года в ливрею, посвящённую «Финикс Санз»

По итогам сезона 1994–95 генеральный менеджер «Финикса» Брайан Коланжело (сын Джерри Коланжело) затеял очень странный обмен. В «Кливленд» был отправлен участник Матча всех звёзд Дэн Марли и пик первого раунда драфта в обмен на Джона Уильямса. Обмен был ещё более странным, если учесть, что Марли был любимцем фанатов и неформальным лидером команды. Обоснованием такого решения послужила необходимость в высоком центровом, однако впоследствии было признано ошибочным, так как игра Уильямса не соответствовала ожиданиям.
Сезон 1995–96 был разочаровывающим, даже несмотря на то, что на драфте в команду попал участник сборной новичков этого года Майкл Финли. Финли из-за повреждения не смог принять участия в плей-офф. Сезон «Санз» закончили с результатом 41–41, что вывело их в первом раунде на «Сан-Антонио Спёрс». Уэстфал был уволен в середине сезона и уступил своё место Фицсиммонсу, который в третий раз в карьере возглавил «Финикс». На волне ухудшения климата в команде, а также в связи с разногласиями Баркли и Коланжело, которые вылились на страницы газет, Баркли перешёл в «Хьюстон». В обмен «Санз» получили Сэма Касселла, Роберта Орри, Марка Брайанта, Чаки Брауна, однако сделка не пошла на пользу команде. Вражда между Коланжело и Баркли продолжается до сих пор, в том числе поэтому Чарльз всего несколько раз присутствовал на домашних матчах «Финикса». В частности, он принял участие в церемонии изъятия его номера (34) из обращения в 2004 году. Что касается вновь прибывших игроков, то уже через год трое из четверых сменили клуб, а двое самых талантливых - Касселл и Орри регулярно вступали в конфликт с тренером, что негативно сказывалось на общем климате в коллективе.
На драфте 1996 года команда получила Стива Нэша. Услышав незнакомую фамилию, фанаты приняли игрока завыванием, так как он не выступал в известных баскетбольных конференциях на уровне колледжей и был "тёмной лошадкой". В первые два сезона он играл роль третьего разыгрывающего, оставаясь за спинами Джейсона Кидда и Кевина Джонсона. В итоге в июне 1998 года «Санз» решили продать его в «Даллас» в обмен на Мартина Мюйрсеппа, Баббу Уэллса, права на Пэта Гаррити и будущий пик первого раунда (на него был выбран Шон Мэрион).

### 1996–2004: Переходный период
После продажи Баркли, в сезон 1996–97 команда вошла с наихудшими показателями в истории клуба, проиграв все 13 стартовых матчей. Фицсиммонс был вынужден покинуть пост главного тренера и был заменён на бывшего игрока команды Дэнни Эйнджа.
После устроенной во время матча перебранки между Эйнджем и Хорри, последний был продан в «Лейкерс» в обмен на бывшего игрока «Санз» и участника Матча всех звёзд Седрика Себальоса. Касселл был позднее продан в Даллас, в обмен в команде появился защитник Джейсон Кидд. Обладая низкорослой стартовой пятёркой, «Санз» выдали 11-матчевую выигрышную серию и попали в плей-офф. Однако, в первом раунде серии команде встретились «Суперсоникс», которые победили в серии до трёх побед 3—2. Несмотря на поражение уже на первой стадии плей-офф, «Санз» стали единственной на тот момент командой НБА, которая попала в плей-офф после проигранной стартовой серии 0-10 или хуже, а также одной из немногих команд, которые попали в плей-офф после проигрышной серии 10+ в матчах регулярного чемпионата (до 2002 года и «Торонто Рэпторс»). Перед подготовкой к сезону 2000 года «Санз» разбили "вечную" связку (которая также называлась "Задний дворик-2000", англ. Backcourt 2000) Анферни Хардуэя и Кидда, чем вызвали на себя гнев поклонников клуба. Связка не работала на полную мощность из-за того, что Хардуэй пропустил несколько игр в сезоне 1999–2000, а Кидд перед выходом клуба в плей-офф 2000 года сломал лодыжку (Хардуэй в это время как раз вновь оказался в строю). Что касается команды, то она с вернувшимся Хардуэем в первом раунде плей-офф выбила «Сан-Антонио Спёрс», которые имели более высокий посев со счётом 3–1. «Спёрс» выступали без своей главной звезды, Тима Данкана, который пропустил всю серию. Однако уже во втором раунде с возвратившимся Киддом и Хардуэем команда проиграла будущему чемпиону, «Лос-Анджелес Лейкерс» со счётом в серии 4–1.
В сезоне 2001–02 команда впервые за 14 лет не попала в плей-офф (результат регулярного сезона 36—46). Сезон был связан с продажей одной из звёзд, Джейсона Кидда, который был обменян в «Нью-Джерси Нетс» на Стефона Марбери. Как ни странно, больше рисковали «Нетс» - Кидд был старше на четыре года, а также незадолго до обмена он был обвинён в домашнем насилии. Кроме того, они представляли две разные концепции защитника. 
Наиболее успешным за последние годы оказался Драфт НБА 2002 года, на котором под общим 9-м номером был выбран Амаре Стадемайр. 

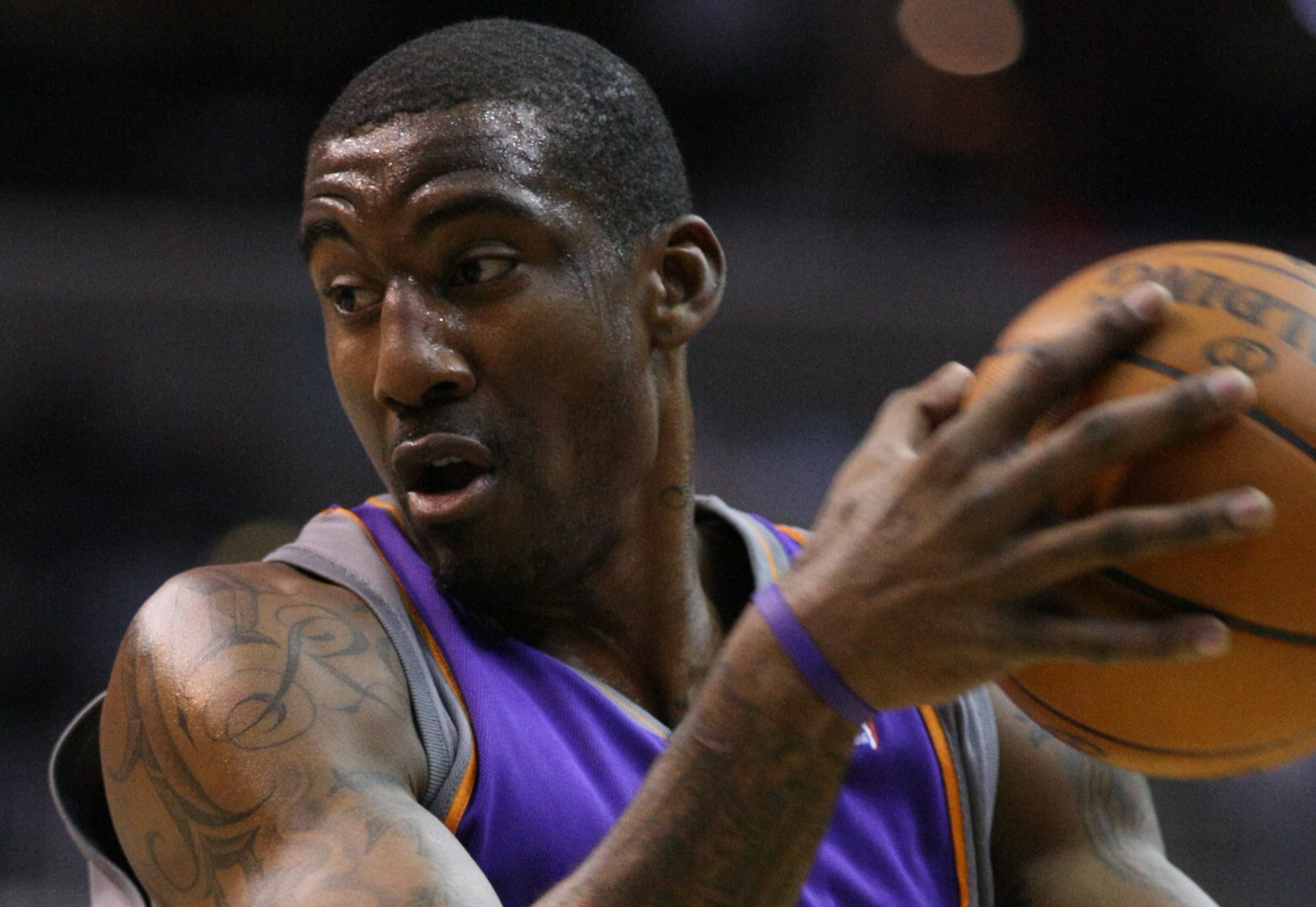
В 2002 году «Санз» выбрал на драфте Амаре Стадемара, который станет участником шести Матчей звёзд

Сезон 2002–03 показал важность выпускника старшей школы Сайпресс Крик (Орландо, Флорида) Стадемайра, который стал ключевым игроком клуба. Он был первым и единственным на тот момент выпускником старшей школы, который получил приз Новичок года НБА 2002–03 (в следующем году таким выпускником стал ЛеБрон Джеймс). В сезоне команда выступила значительно лучше (44–38) и вновь получила право выступать в плей-офф. Звёздный сезон также получился у Марбери, который попал в Третью сборную НБА и получил право выступить в Матче всех звёзд 2003. В первом раунде плей-офф «Санз» вновь попался «Сан-Антонио». Команда проиграла в серии из шести матчей (4—2) будущему чемпиону НБА.
В сезон 2003–04 «Финикс» не попал в плей-офф. В середине сезона команда затеяла непонятный обмен, в итоге клуб покинули Марбери и Хардуэй (ушли в «Нью-Йорк»), а взамен получили Антонио Макдайесса и пик первого раунда будущих драфтов (в итоге ушёл в Денвер).

### 2004–2012: Эра Стива Нэша

#### 2004–2006: Нэш становится MVP

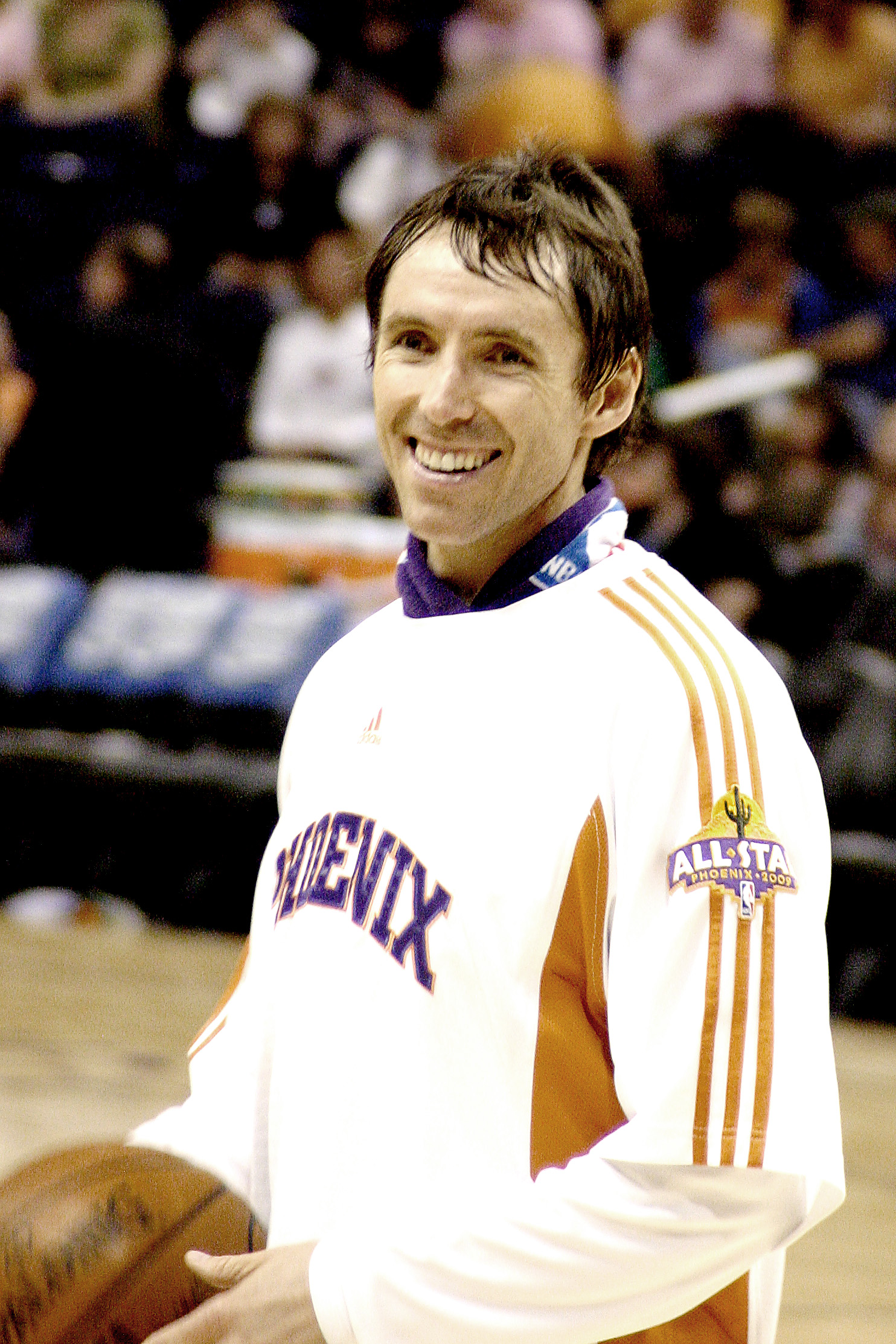
После возвращения Нэша в Финикс в 2004 году команда сразу же выиграла на 33 матча больше, чем в предыдущем сезоне

Начало сезона было связано с изменениями в менеджменте клуба. Их озвучил Джерри Коланжело, который сообщил, что клуб «Финикс Санз» за 401 млн.долл. продан инвестиционной группе из Сан-Диего, которую возглавляет уроженец Таксона Роберт Сарвер. Несмотря на это, сезон 2004–05 команда провела отлично, поставив рекорд 62–20, а также превзойдя показатель сезона 1992–93. По сравнению с прошлым сезоном, который закончился с соотношением побед и поражений 29-53 это было серьёзное достижение. Также они показали рекорд по изменению числа побед за один год (+33). Это было связано в первую очередь с предсезонной подготовкой. Так, в межсезонье был подписан участник Матча всех звёзд Стив Нэш, который перешёл из Далласа в клуб, в котором начинал свою профессиональную карьеру. В этом же сезоне Нэш выиграл звание MVP. Стадемайр и Мэрион были приглашены на Матч всех звёзд, а тренер Майкл Д’Антони в дебютном же сезоне стал Тренером года НБА. В плей-офф 2005 года «Финикс» получил первый номер посева в Западной конференции. «Санз» со счётом 4—0 обыграли «Мемфис», во втором раунде нанесли поражение сеянному под четвёртым номером «Далласу» со счётом 4—2. Стив Нэш стал героем Матча 6, переведя игру в овертайм точным трёхочковым на последних секундах. В финале Западной конференции «Санз» вышли на «Сан-Антонио», проиграв будущему чемпиону со счётом в серии 1—4. В первых двух матчах не принимал участие Джо Джонсон, а в оставшихся выходил на 40 минут и в среднем набирал 18,3 очка. «Санз» потерпели поражение в первых двух матчах дома, затем проиграли один матч на выезде, после чего счёт в серии стал 0—3. Единственным светлым пятном стал Матч 4, который «Финикс» выиграл на выезде 111–106. Последним матчем в плей-офф стало домашнее поражение в Матче 5 со счётом 101–95. Лучшим бомбардиром команды в матчах со «Спёрс» стал Стадемайр, набиравший в среднем 37 очков (лучший показатель для новичка финала конференции).
Сезон 2005–06 начался с повреждения Стадемайра и вынужденной операции на колене 18 октября 2005 года. В итоге он пропустил весь сезон за исключением трёх матчей регулярного чемпионата. Кроме того, обмена в «Атланту» попросил Джо Джонсон, за которого «Санз» получили два пика первого раунда и Бориса Дьяо. Другими приобретениями этого сезона стали Раджа Белл и Курт Томас. Несмотря на видимое ослабление команды, «Финикс» занял первое место в Тихоокеанском дивизионе с соотношением побед и поражений 54–28 и были посеяны под вторым номером в Западной конференции. Нэш получил второй титул MVP регулярного чемпионата подряд, став вторым в истории разыгрывающим защитником (после Мэджика Джонсона), завоевавшим два титула подряд. Дьяо также получил приз самому прогрессирующему игроку НБА.
В первом раунде плей-офф 2006 года «Финиксу» попался «Лос-Анджелес». Из-за более высокого посева шансы «Санз» оценивались выше, однако серия вышла достаточно сложной. После победы в Матче 1 на домашней площадке потрясающую игру показал атакующий защитник Коби Брайант, а Финикс проигрывал в серии 1—3. Однако игроки собрались и выиграли три встречи подряд, обеспечив общую победу 4—3. Во втором раунде «Санз» вышли на «Клипперс», которые достаточно легко разобрались с победителем дивизиона Денвером 1—4. Это была первая встреча команды в серии плей-офф в истории обоих коллективов. Серия также была напряженной, команды обменялись победами на чужой площадке. После четырёх матчей счёт в серии был равным, 2–2. В пятом матче «Санз» проигрывали с разницей -19, однако выровняли игру и в двух овертаймах одержали победу со счётом 125—118. Лидером команды стал Мэрион, набравший 36 очков и совершивший 20 подборов. Стив Нэш отметился 13 результативными передачами. Однако героем матча стал Раджа Белл, который сравнял счёт трёхочковым за 1,1 секунды до конца первого овертайма. 
И хотя в шестом матче на площадке соперника «Санз» проиграли (118—106), последняя решающая домашняя встреча осталась за ними с разницей +20 (127—107). Игра состоялась 22 мая 2006 года. В этом матче «Санз» установили ещё несколько рекордов: это была седьмая победа подряд на домашней площадке «ЮС Эйрвейс-центр», а также забросили 15 трёхочковых. В финале Западной конференции «Санз» вышли на «Даллас Маверикс». В данной паре аутсайдерами уже смотрелись сами «Санз». После того, как они выиграли первый матч в Далласе с разницей в один точный бросок (121—118), последовало поражение (98—105), счёт в серии сравнялся 1—1. Из двух домашних встреч «Финиксу» удалось выиграть только одну, но клуб повторил рекорд 1993 года по количеству побед в плей-офф. Успеху в серии способствовала игра (несмотря на потерю Стадемайра) Бориса Дьяо, Раджи Белла (который пропустил две игры серии из-за повреждения), а также опытного Леандро Барбозы. Кроме того, команда обладала запасом разных исполнителей и длинной "скамейкой", чего не хватало в предыдущие сезоны. После того, как счёт в серии стал 2–2, Даллас выиграл у себя дома (117—101), а главным действующим лицом стал Дирк Новицки, набравший 50 очков и 12 подборов. В решающем матче одержал победу и на выезде (93–102). Так, счёт в серии стал 2–4, а «Санз» вылетели из розыгрыша.

#### 2006–2008: Семь секунд или меньше
При тренере Д’Антони «Санз» в нападении использовали тактику быстрого отрыва, ставшую известной как 7 секунд или меньше (формула, которая в дальнейшем получила признание и стала названием для книги, выпущенной издательством Sports Illustrated под авторством Джека Маккаллума). Несмотря на критику защитных порядков «Санз», они начали пользоваться имеющимся и достаточно эффективным нападением, рассчитанным на быстрых бросках и передачах. Такая тактика оставляла мало шансов для защищающейся команде при высокой точности бросков, однако атакующей команде также было сложно перестроиться и организовать эффективную защиту. Собрав в команде таких игроков как Стив Нэш, Шон Мэррион и Амаре Стадемайр (и в меньшей степени Джо Джонсон и Раджа Бэлл), «Финикс» стал одной из самых зрелищных команд лиги.

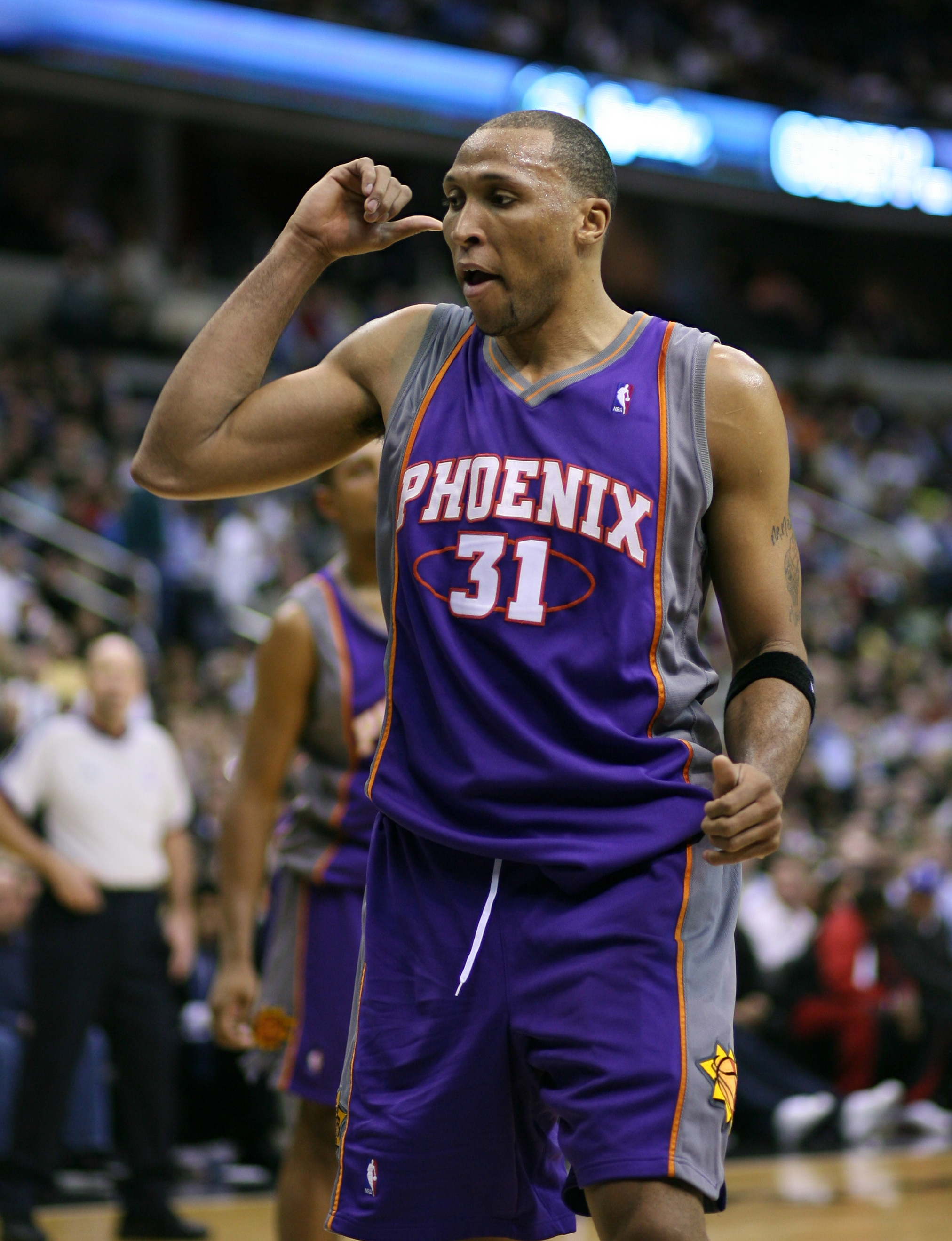
Шон Мэрион, ключевой компонент в атакующей тактике «7 секунд или меньше», был выбран на драфте 1999 года и пробыл в клубе до 2008 года

 Нэш, Мэррион и Стедемайр могли как решить эпизод самостоятельно (двух- или трёхочковый бросок), так и отдать результативную передачу. Роль разыгрывающего защитника выполнял Стив Нэш.
В сезон 2006–07 команда входила под лозунгом: «Только трофей!» (англ. Eyes on the Prize), а задачей становилось завоевание первого в истории клуба чемпионства. С 20 ноября по 22 декабря «Санз» выдали победную серию из 15 матчей, за которой практически сразу последовала ещё одна, 17-матчевая (с 29 декабря по 28 января). 14 марта «Санз» (49-14) встретились с «Даллас Маверикс» (52-10) в матче «больших ожиданий» для той и другой команды. Оба клуба боролись за верхние строчки посева в Западной конференции а Нэш вместе с Новицки претендовали на титул MVP. Хотя в матче в двумя овертаймами победу одержали «Санз», первое место на Западе осталось за «Маверикс» (67-15), а Новицки с небольшим преимуществом победил в споре за звание MVP сезона.
Однако тогда как «Маверикс», посеянные под первым номером уступили «Уорриорз» в первом раунде, «Санз» с соотношением побед и поражений 61-21 смогли одолеть «Лейкерс» с Кобе Брайантом в пяти матчах первого раунда. После этого «Санз» вышли на своего извечного соперника «Сан-Антонио Спёрс», что стало отражением финала конференции 2005 года. В серии из шести матчей победили «Спёрс», а критики условно назвали серию "финалом НБА" 2006–07. Чемпионами стали баскетболисты «Сан-Антонио».
6 июня генеральным менеджером клуба и президентом по баскетбольным операциям стал бывший аналитик канала TNT Стив Керр. Приход Керра и ряда других менеджеров был частью сделки по продаже клуба Джерри Коланжело инвестиционной группе. Первым новичком стал лёгкий форвард «Орландо» Грант Хилл. Контракт был заключён на год (стоимость составила 1,8 млн.) с правом продления ещё на год (2 млн.). Хилл, который долгое время страдал от последствий травмы, в «Санз» перезапустил карьеру и четыре сезона подряд выходил в стартовой пятёрке.
«Санз» окончили сезон 55-27, выиграв на два матча меньше «Лейкерс», которые выиграли дивизион. В первом раунде плей-офф «Санз» проиграли «Спёрс» в пяти матчах серии, впервые не преодолев эту стадию со времени прихода Нэша. Некоторые связывали это с обменом в середине сезона Шона Мэриона на Шакила О’Нила. Хотя Шакил был призван нейтрализовать центрового Тима Данкана, однако команда лишилась быстрого нападения, которое и привело её к финалу конференции.
11 мая 2008 года главный тренер «Санз» Майкл Д’Антони покинул свой пост и перешёл в «Нью-Йорк Никс».

#### 2008–2010: Взлёты и падения
9 июня 2008 года главным тренером «Финикс Санз» стал Терри Портер, который ранее работал помощником главного тренера в команде «Детройт Пистонс». Его просьба об отставке была удовлетворена после поражения от «Бостон Селтикс» в финале Восточной конференции 2008 года. В межсезонье у «Санз» были некоторые трудности с подписанием свободных агентов, так как команда могла попасть под действие "налога на роскошь". Были предприняты попытки подписать разыгрывающего Тайрона Лью, однако тот решил перейти в «Милуоки», где ему предложили большую зарплату. «Санз» на драфте НБА 2008 года под 15-м номером выбрали Робина Лопеса, а также получили права на Горана Драгича (от Сан-Антонио).
16 февраля «Санз» уволили Портера и наняли Элвина Джентри. Стиль, к которому команда хотела перейти, был представлен маленькой быстрой пятёркой и тактикой "7 секунд или меньше", либо "беги и бросай" (англ. Run and gun). 18 февраля Джентри начал тренерскую карьеру с матча против «Клипперс», в котором «Санз» одержали домашнюю победу со счётом 140–100. Шесть игроков отметились двузначными цифрами в графе "очки", а Леандро Барбоза набрал 24 очка. Однако существенным минусом такой тактики стал провал в защитных действиях команды, которая позволяла противнику забивать больше 107 очков за матч (27-й результат в лиге). В следующих двух матчах «Санз» набрали 140 очков. 20 февраля Стадемайр перенёс успешную операцию на глаз и выбыл на восемь недель. В остававшихся матчах при Джентри финишировали 18–13, однако по итогам сезона соотношение побед и поражений составило 46–36, а команда не попала в плей-офф. По итогам сезона команда находилась в разобранном состоянии, готовясь к переменам.
В сезоне 2009–10 игра команды стала более сбалансированной, «Санз» завершили сезон 54–2 и попали в плей-офф, где добрались до финала Западной конференции В первом раунде в шести матчах был обыгран «Портленд», затем в четырёх - «Спёрс». В третьем матче против «Сан-Антонио» "выстрелил" Горан Драгич, набрав 23 очка в четвёртой четверти. В финале конференции «Санз» вышли на «Лейкерс» и были обыграны в шести матчах.
15 июня 2010 года Керр подал в отставку с поста генерального менеджера и вернулся аналитиком в TNT. Делами клуба начали заниматься владельцы, последними действиями Керра и Давида Гриффина стали выбор на драфте 2010 года Гани Лаваля (46-й номер драфта) (60-й пик) и Дуэйна Коллинза.

#### 2010–2012: Медленное падение без Амаре
С середины 2010-х «Санз» находились в режиме перестройки. В 2010 году команда предоставила статус свободного агента Амаре Стадемайеру. У игрока был обеспеченный пятилетний контракт с суммой около 95 млн.долл., однако всего он получил 71 млн., а остальная сумма ему полагалась при некоторых условиях, в том числе гарантии на 4 и 5 сезон предусматривали его физическую форму и отсутствие травм. Однако летом 2010 года «Санз» предоставили своему звёздному игроку статус свободного агента и он перешёл в «Нью-Йорк Никс», где гарантированно получал 100 млн.долл. Клуб также нанял баскетбольного агента Лона Бабби на пост президента по трансферной политике. Команда потратила около 80 млн.долл. и получила Тюркоглу, Чилдресса и Уоррика. Изменения в составе были призваны не только заменить ушедшего Стадемайра, но и увеличить глубину скамейки. 5 августа 2010 года команда наняла генерального менеджера Ланса Блэнкса, который должен был обеспечить процесс перехода. 19 декабря 2010 года «Санз» получили права на Винса Картера, Микаэля Пьетрюса и Марцина Гортата от «Орландо». Также была получена финансовая компенсация и драфт второго раунда. Для обеспечения сделки «Санз» продали Джейсона Ричардсона, Эрла Кларка и недавно приобретенного Хедо Тюркоглу. 24 февраля 2011 года «Санз» получили Аарона Брукса, продали защищенный пик первого раунда, а также атакующего защитника Горана Драгича в «Хьюстон Рокетс».
В «Санз» предполагали, что пропуск плей-офф даст возможность перестроить команду. В июне 2011 года на драфте НБА команда под общим 13-м номером выбрала тяжёлого форварда из Канзаса Маркиффа Морриса, брат-близнец которого также выступал в НБА за «Детройт Пистонс». На драфте НБА 2012 году «Санз» под 13-м номером выбрали атакующего защитника Кендалла Маршалла, который на уровне колледжей установил несколько рекордов за сезон по результативным передачам в колледже и конференции АСС, а также получил Приз имени Боба Коузи.

### 2012–н.в.: Эра после Стива Нэша
В период открытия рынка свободных агентов в 2012 году «Санз» обменяли Стива Нэша в «Лос-Анджелес Лейкерс» на два пика первого раунда (2013 и 2015), а также два пика второго раунда (2013 и 2014 года). После сделки от «Хьюстона» удалось вновь получить Горана Драгича, подписать форварда Миннесоты Майкла Бизли, а также предложили «Хьюстону» выкупить Луиса Сколу, согласившись амнистировать его контракт (после локаута). В самом «Финиксе» был расторгнут контракт с Джошем Чилдрессом. Также была проведена трёхсторонняя сделка с Нью-Орлеан Хорнетс и «Тимбервулвз» по продаже Робина Лопеса и Хакима Уоррика в «Хорнетс», пик второго раунда 2014 года в Миннесоту в обмен на лёгкого форварда Уэсли Джонсона, право выбора в топ-14 защищенного драфт-пика будущих сезонов, а также права на Брэда Миллера и Джерома Дайсона. Позднее два последних игрока были отчислены, а «Санз» подписали годичный контракт с Джермейном О’Нилом. Также по итогам выступления в Летней лиге НБА контракт был подписан с Пи Джей Такер. 20 сентября у Ченнинга Фрая была обнаружена дилатационная кардиомиопатия, в итоге он пропустил весь сезон 2012–13, хотя выходил на домашней площадке на разогев вместе с Томом Лендером и Томом Чемберсом. 12 января 2013 года «Санз» стали четвёртой командой в истории лиги, которая выиграла 2000 матчей регулярного чемпионата. Рекорд был установлен в гостевой игре против «Чикаго Буллз». Кроме того, матч стал последним под руководством Элвина Джентри. 18 января 2013 года через день после того, как победная домашняя серия из 24-х матчей закончилась поражением от «Милуоки Бакс», Джентри решил покинуть коллектив. Два дня спустя тренером до конца сезона был назначен представитель тренерского штаба «Санз» Линдси Хантер. Уволились и два помощника главного тренера, Дэн Марли и Эльстон Тёрнер. 21 февраля 2013 года было объявлено, что «Санз» обменяли пик второго раунда 2013 года в «Хьюстон» в обмен на Маркуса Морриса, брата-близнеца тяжёлого форварда Маркиффа Морриса. Через день «Санз» объявили о продаже в «Торонто» Себастьяна Телфэйра в обмен на иранского центрового Хамеда Хаддади и пик второго раунда драфта НБА 2014. Первый сезон после ухода Стива Нэша команда закончила с соотношением побед и поражений 25–57, второй худший результат в истории клуба. Худшим был первый в истории сезон команды в НБА.
22 апреля 2013 года было объявлено, что генеральный менеджер, Лэнс Бланкс уволен (он занимал эту должность с 5 августа 2010 года). 7 мая 2013 года на пост генерального менеджера был назначен Райан Макдона, ранее занимавший пост ассистента главного тренера «Селтикс». 26 мая 2013 года «Санз» наняли бывшего игрока Джеффа Хорнасека в качестве главного тренера, сменив на этом посту Линдси Хантера. Через день «Санз» наняли директора по персоналу из «Вашингтона» Пэта Коннэлли и бывшего ассистента «Лейкерс» Ронни Лестера для поиска молодых талантов. Кроме того, на роль международного скаута был нанят Эмилио Ковачич. Тревор Букштейн стал помощником генерального менеджера. До официального назначения ассистентов команду также покинул Игор Кокошков, который перебрался в «Кливленд Кавальерс». Команда также начинала новый сезон с некоторым изменением логотипа, фиолетовый цвет в большинстве элементов был заменен на чёрный, однако фиолетовый сохранился в цветах формы.
На драфте НБА 2013 года, который прошёл 27 июня, команда выбрала под общим пятым номером украинского центрового Алексея Леня, а под 57-м номером Алекса Ореахи. Общий 30-й номер драфта был обменян в «Уорриорз» на Арчи Гудвина и Малкольма Ли. 2 июля 2013 года «Санз» приняли участие в трёхсторонней сделке, которая также включала «Лос-Анджелес Клипперс» и «Милуоки Бакс». В рамках сделки команда отказывалась от Джареда Дадли, который отправлялся в «Клипперс» вместе с пиком второго раунда драфта 2014 года. В обмен к команде присоединился защитник Эрик Бледсо и лёгкий форвард Кэрон Батлер, который ранее выступали за «Клипперс». 27 июля в «Индиану» отправился Луис Скола, в обратном направлении проследовал Джеральд Грин, Майлс Пламли, а также защищенный пик (топ-14) первого раунда драфта 2014 года. 29 августа «Санз» продали Батлера в «Милуоки» в обмен на центрового Вячеслава Кравцова и защитника Иша Смита. Ко всему прочему 3 сентября из команды был отчислен не оправдавший надежд Майкл Бизли. Последней сделкой перед началом нового сезона 2013–14 стала продажа польского центрового Марцина Гортата, защитников Кендалла Маршалла и Шеннона Брауна и Малкольма Ли в «Вашингтон Уизардз». В обмен клуб получил ветерана Эмеку Окафора и защищенный пик первого раунда (топ-12) драфта 2014 года.
Клубу предрекали плохой старт, однако сезон показал обратное. Начало сезона показало соотношение побед и поражений 16–10. Творцом успеха команды был Эрик Бледсо, однако в матче против «Клипперс» получил травму колена, которая случилась при соотношении. В итоге игрок пропустил 33 матча сезона из-за травмы, в которых «Санз» сыграли 17–16. Практически 50% побед были достигнуты совместными усилиями Джеральда Грина, Маркиффа и Маркуса Моррисов, Ченнинга Фрая и Майлса Пламли. Кроме того, в середине сезона "выстрелил" Горан Драгич, при котором команда выдала отрезок 36–27 и сделало возможным попадание команды в плей-офф, а Драгича - в участники Матча всех звёзд. В последних матчах сезона «Финикс» соревновался за место в плей-офф с «Далласом» и «Мемфисом», а календарь свёл три команды друг с другом на последней неделе регулярного чемпионата. До последней недели результаты Финикса были 47–32, а обоих противников - 48–32. «Финикс» проиграл оба поединка «Далласу» и «Мемфису», однако выиграл у «Сакраменто» и закончил сезон 48–34. «Даллас» победил «Финикс» и проиграл «Мемфису», остановившись на соотношении 49–33, а «Мемфис» победил обоих и обошёл эти клубы в таблице с итоговым результатом 50–32. Таким образом, «Мемфис» занял седьмое место, «Даллас» - восьмое, а «Финикс» - девятое. Это стало большим разочарованием для «Санз», которые делали всё, чтобы попасть в плей-офф в сложной Западной конференции.
На драфте НБА 2014 года «Финикс» получил второкурсника Университета штата Северная Каролина, форварда Ти Джей Уоррена, канадского защитника из Сиракьюз Тайлера Энниса, сербского атакующего защитника Богдана Богдановича, а также центрового-форварда из Висконсин-Грин Бэй Алека Брауна. После попыток подписать кого-то из "звёздных" игроков типа ЛеБрона Джеймса, Кармело Энтони или Криса Боша, потери ключевого игрока Ченнинга Фрая (перешёл в «Орландо Мэджик»), «Санз» решили подписать у «Сакраменто» разыгрывающего Айзею Томаса, предложив ему четырёхлетний контракт на 27 млн.долл. В обмен предлагался Алекс Ориахи, а также включалось исключение на 7 млн.долл. 24 сентября 2014 года клуб и Эрик Бледсо согласовали пятилетний контракт стоимостью в 70 млн.долл. Ему предшествовала долгая история без предложений с обеих сторон. Через несколько дней, 29 сентября 2014 года были продлены контракты с Маркиффом и Маркусом Моррисами, четырёхлетние контракты обоих оценивались в сумму 52 млн., причем Маркифф получал 32, а Маркус оставшиеся 20 млн.долл. Перед дедлайном продаж игроков в НБА, 19 февраля 2015 года «Санз» также решили обновить состав. После травм, а также решения об обмене, команду покинули Горан Драгич и его брат Зоран, которые перешли в «Майами Хит» в обмен на Дэнни Грэнджера и два пика первого раунда от Майами (драфтов 2017 и 2021 годов). Сделка была трёхсторонней, в ней также принял участие «Нью-Орлеан». Сразу же после обмена «Санз» ошарашили общественность ещё одним обменом. У «Милуоки Бакс» был куплен защитник Брэндон Найт, а в обмен отправлены Тайлер Эннис и Майлс Пламли. Кроме того, пик первого раунда от «Лейкерс» 2015 года был отправлен в «Филадельфию». Айзея Томас был продан в «Бостон Селтикс», в обмен команда получила Маркуса Торнтона и пик первого раунда 2016 года от «Кливленд Кавальерс».

#### 2015—2020: Подписание Девина Букера

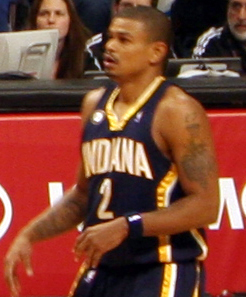
Эрл Уотсон работал главным тренером «Финикс Санз» с 2015 по 2017 год

На драфте НБА 2015 года «Финикс» под 13-м номером получил атакующего защитника Девина Букера. Он стал самым молодым игроком в истории клуба и был задрафтован «Санз» в возрасте 18 лет. В официальном матче дебютировал за два дня до достижения 19 лет в игре против «Даллас Маверикс». Также в этом же году под 44-м номером был задрафтован разыгрывающий защитник Эндрю Харрисон, который был тут же обменян в «Мемфис Гриззлис» на тяжёлого форварда Джона Луера.
1 февраля 2016 года команда освободила от обязанностей главного тренера Джеффа Хорнасека. Позднее было объявлено о том, что временным исполняющим обязанности главного тренера станет бывший игрок «Санз» Эрл Уотсон. Сразу же в клубе были проведены перестановки. 19 февраля в «Вашингтон» отправился Маркифф Моррис. В обратном направлении проследовали Крис Хамфрис, Деджуан Блэр и пик первого раунда драфта 2016 года. 14 марта 2016 года стало понятно, что команда пропустит плеф-офф шестой сезон подряд, что представляло собой худшую серию (ранее команда пять раз не попадала в плей-офф с 1970 по 1975). Однако в сезоне были и свои достижения. На лидерские позиции из-за трав лидеров (Бледсо и Найта) выдвинулся молодой Девин Букер, ранее выходивший только на замену. Он первым из клуба (после Стадемайра в 2003 году) попал в Сборную новичков НБА. 19 апреля 2016 года Уотсон официально стал главным тренером и взял новых помощников, в том числе канадца Джея Триано, бывших игроков клуба Тайрона Корбина, Марлона Гарнетта и Скотта Данкана. На драфте 2016 года под четвёртым номером был выбран хорватский центровой Драган Бендер, от «Вашингтона» в команде появился Маркес Крисс, а также разыгрывающий Тайлер Улис. Крисс был получен из-за продажи «Санз» 13-го и 28-го пика драфта, Богдан Богданович отправился вместе с пиком 2020 года от «Детройта» в «Сакраменто Кингз». В период дозаявок свободных агентов 2016 года в команду вернулись любимцы фанатов клуба Леандро Барбоза и Джаред Дадли, которые заключили новые контракты с «Санз».
Сезон 2016-17 команда окончила без особых улучшений как в качестве игры, так и в статистике. Не произошло улучшений ни благодаря возвращению в строй Эрик Бледсо, ни развитию собственной молодёжи (Букер). Букер в дебютном сезоне стал участником Сборной новичков НБА, во втором сезоне лидировал в «Санз» по количеству очков (22,1 в среднем за матч), хотя ему ещё не исполнилось 20 лет. Во вторую сборную новичков попал ещё один игрок «Финикса», тяжёлый форвард Маркес Крисс, здорово прибавил после перерыва на Матч всех звёзд Тайлер Улис. На драфте 2017 года у «Финикса» был высокий четвёртый пик, благодаря которому они получили права на перспективного лёгкого форварда Джоша Джексона. Двумя другими пиками стали 32-й (был выбран Девон Рид) и 54-й (Алек Питерс). Оба игрока были отправлены в команду лиги развития «Нортерн Аризона Санз». Команда постаралась поработать на рынке свободных агентов, впрочем не слишком удачно. Также перед началом нового сезона квалификационные предложения получили оба центровых — Алексей Лень и Алан Уильямс. Четырёхлетний контракт с клубом подписал лёгкий форвард Ти Джей Уоррен. В итоге самыми высокооплачиваемыми игроками на новый сезон остались Бледсо (14,5 млн.), Найт (13,6 млн.), Чендлер (13 млн.) и Дадли (10 млн.). Остальные игроки получали менее 10 млн.долл.в год.
Новый сезон 2017-18 стал для клуба юбилейным, 50-м в НБА, а также 25-м на Токинг Стик Ризот-арена. Стартовый отрезок сезона 2017-18 команда начала с разницей побед и поражений 4—7. Выбранной тактикой вновь становилась игра «лёгкой пятёркой» с единственным «столбом» — Чендлером. В стартовой пятерке выходили Уоррен, Крисс, Чендлер, Букер и Джеймс. 22 октября 2017 года был уволен Эрл Уотсон, а место главного тренера занял его помощник, канадец Джей Триано. Контракт с ним был рассчитан до конца сезона.
8 ноября 2017 года клуб провёл обмен, по которому Бледсо перешёл в «Милуоки Бакс», а «Финикс Санз» получили взамен центрового Грега Монро и право выбирать в первом и втором раундах драфта 2018 года.
13 февраля 2020 года комиссар НБА Адам Сильвер объявил, что Девин Букер заявлен в качестве запасного игрока на Матч всех звезд НБА 2020 года, что стало первым случаем со времен Стива Нэша в 2012 году, когда игрок «Финикс Санз» был выбран для участия в Матче всех звезд. Такое позднее объявление связано с травмой игрока «Портленда» Дамиана Лилларда, который не смог бы принять участие в матче.

#### 2020-2022.: Дуэт Букера и Пола
В межсезонье «Санз» обменяли Келли Убре-младшего, Рикки Рубио, Джейлена Лекью, Тая Джерома и будущий выбор первого раунда драфта на Криса Пола из «Оклахома-Сити Тандер». Финикс также получил в обмене легкого форварда Абделя Надера. И Девин Букер, и Пол были включены в состав на Матч всех звезд НБА 2021 года. В сезоне «Санз» показали результат 51-21 (2-й результат во всей НБА) и заняли второе место в Западной конференции, а главный тренер Монти Уильямс был назван лучшим тренером года в НБА. Впервые с 2010 года «Санз» попали в плей-офф. После победы в финале конференции в шести матчах против «Лос-Анджелес Клипперс», «Санз» вышли в финал НБА впервые с 1993 года. В финальной серии «Санз» уступили со счетом 2-4 в серии «Милуоки Бакс». 
Несмотря на поражение, Букер установил рекорд НБА по количеству очков, набранных игроком в дебютном для него розыгрыше плей-офф. По итогу сезона Крис Пол был включен во вторую пятерку Сборной всех звёзд НБА.

#### 2023-н.в.: Приход Дюрэнта
9 февраля 2023 года «Нетс» обменяли Кевина Дюранта и Ти Джей Уоррена в «Финикс Санз» на Микала Бриджеса, Кэмерона Джонсона, Джея Краудера, 4 незащищенных выбора в первом раунде драфта и обмен выборами в первом раунде драфта 2028 года.
13 мая 2023 года после проигрыша в полуфинале Западной конференции от «Денвер Наггетс» «Санз» уволили Монти Уильямса с поста главного тренера.

## Закреплённые номера
| Закреплённые номера «Финикс Санз» |                   |                                         |                            |
| Номер                             | Игрок             | Позиция                                 | Карьера                    |
| 5                                 | Дик Ван Эрсдэйл   | З                                       | 1968–1977 1                |
| 6                                 | Уолтер Дэвис      | З                                       | 1977–1988                  |
| 7                                 | Кевин Джонсон     | З                                       | 1988–1998, 2000            |
| 9                                 | Дэн Марли         | Ф                                       | 1988–1995, 2001–2002 2     |
| 13                                | Стив Нэш          | З                                       | 1996–1998, 2004–2012       |
| 24                                | Том Чамберс       | Ф                                       | 1988–1993                  |
| 33                                | Элван Адамс       | Ц                                       | 1975–1988 3                |
| 34                                | Чарльз Баркли 4   | Ф                                       | 1992–1996                  |
| 42                                | Конни Хоккинс     | Ф                                       | 1969–1973                  |
| 44                                | Пол Уэстфал       | З                                       | 1975–1980, 1983–1984 5     |
|                                   | Эл Маккой         | Комментатор                             | 1972–н.в.                  |
| —                                 | Джерри Коланжело  | Владелец Тренер Исполнительный директор | 1968–2004                  |
| —                                 | Коттон Фицсиммонс | Тренер                                  | 1970–1972, 1988–1992, 1996 |
| —                                 | Джон Маклеод      | Тренер                                  | 1973–1987                  |
| —                                 | Джо Проски        | Тренер по физподготовке                 | 1968–2000                  |

Notes:
- 1 В 1987 году также временно выполнял обязанности главного тренера.
- 2 Также выполнял обязанности ассистента главного тренера (2008–2013).
- 3 Номер некоторое время использовался Грантом Хиллом (2008–2012).
- 4 В 1996 году попал в список "50 лучших игроков в истории НБА".
- 5 Также был помощником главного тренера (1988–92) и главным тренером (1992–1996).

## Статистика сезонов

### Статистика последних сезонов
| Сезоны  | Конференция | Дивизион      | М | В  | П  | П%   | От | Плей-офф | Награды            | Ссылка |
| ------- | ----------- | ------------- | - | -- | -- | ---- | -- | -------- | ------------------ | ------ |
| 2010/11 | Западная    | Тихоокеанский | 2 | 40 | 42 | .488 | 17 | —        |                    | [ 58 ] |
| 2011/12 | Западная    | Тихоокеанский | 3 | 33 | 33 | .500 | 17 | —        |                    | [ 59 ] |
| 2012/13 | Западная    | Тихоокеанский | 5 | 25 | 57 | .305 | 35 | —        |                    | [ 60 ] |
| 2013/14 | Западная    | Тихоокеанский | 3 | 48 | 34 | .585 | 9  | —        | Горан Драгич (MIP) | [ 61 ] |
| 2014/15 | Западная    | Тихоокеанский |   | 0  | 0  | .000 | 0  | —        |                    |        |

1. ↑  Сезон состоял из 66 встреч из-за локаута.

## Текущий состав
| \| Поз. \| № \| Гражд. \| Имя \| Рост \| Вес \| Откуда \| \| ---- \| -- \| -------- \| ----------------- \| ------ \| ------ \| -------------------------- \| \| Ф \| 00 \| ! \| Ройс О'Нил \| 198 см \| 103 кг \| Бэйлор \| \| Ф \| 0 \| США ! \| Райан Данн \| 203 см \| 98 кг \| Вирджиния \| \| З \| 1 \| ! \| Девин Букер \| 196 см \| 93 кг \| Кентукки \| \| Ц \| 2 \| Ямайка ! \| Ник Ричардс \| 213 см \| 111 кг \| Кентукки \| \| З \| 3 \| ! \| Брэдли Бил \| 193 см \| 94 кг \| Флорида \| \| Ц \| 4 \| США ! \| Осо Игударо \| 211 см \| 107 кг \| Висконсин \| \| З \| 8 \| ! \| Грейсон Аллен \| 193 см \| 90 кг \| Дьюк \| \| З \| 10 \| ! \| Дэмион Ли \| 196 см \| 95 кг \| Луисвилл \| \| Ц \| 11 \| США ! \| Бол Бол \| 221 см \| 100 кг \| Орегон \| \| З \| 12 \| ! \| Коллин Гиллеспи \| 185 см \| 88 кг \| Вилланова \| \| З \| 14 \| США ! \| Тай Тай Вашингтон \| 191 см \| 88 кг \| Кентукки \| \| Ф \| 15 \| США ! \| Джейлен Бриджес \| 203 см \| 102 кг \| Бэйлор \| \| Ц \| 20 \| ! \| Юсуф Нуркич \| 213 см \| 132 кг \| градж=Босния и Герцеговина \| \| З \| 21 \| США ! \| Тайс Джонс \| 185 см \| 89 кг \| Дьюк \| \| Ц \| 22 \| США ! \| Мэйсон Пламли \| 208 см \| 115 кг \| Дьюк \| \| З \| 23 \| США ! \| Монте Моррис \| 188 см \| 83 кг \| Айова \| \| Ф \| 35 \| ! \| Кевин Дюрант \| 208 см \| 109 кг \| Техас \| | Главный тренер - Майк Буденхольцер Ассистенты тренера - Марк Брайант - Брайан Гейтс - Джаррет Джек - Патрик Мутомбо - Брайан Рэндл - Майкл Руффин - Стив Скальци - Кевин Янг Состав • Переходы Последнее изменение: 13 мая 2023 года |          |                   |        |        |                            |
| Поз. | № | Гражд.   | Имя               | Рост   | Вес    | Откуда                     |
| Ф | 00 | !        | Ройс О'Нил        | 198 см | 103 кг | Бэйлор                     |
| Ф | 0 | США !    | Райан Данн        | 203 см | 98 кг  | Вирджиния                  |
| З | 1 | !        | Девин Букер       | 196 см | 93 кг  | Кентукки                   |
| Ц | 2 | Ямайка ! | Ник Ричардс       | 213 см | 111 кг | Кентукки                   |
| З | 3 | !        | Брэдли Бил        | 193 см | 94 кг  | Флорида                    |
| Ц | 4 | США !    | Осо Игударо       | 211 см | 107 кг | Висконсин                  |
| З | 8 | !        | Грейсон Аллен     | 193 см | 90 кг  | Дьюк                       |
| З | 10 | !        | Дэмион Ли         | 196 см | 95 кг  | Луисвилл                   |
| Ц | 11 | США !    | Бол Бол           | 221 см | 100 кг | Орегон                     |
| З | 12 | !        | Коллин Гиллеспи   | 185 см | 88 кг  | Вилланова                  |
| З | 14 | США !    | Тай Тай Вашингтон | 191 см | 88 кг  | Кентукки                   |
| Ф | 15 | США !    | Джейлен Бриджес   | 203 см | 102 кг | Бэйлор                     |
| Ц | 20 | !        | Юсуф Нуркич       | 213 см | 132 кг | градж=Босния и Герцеговина |
| З | 21 | США !    | Тайс Джонс        | 185 см | 89 кг  | Дьюк                       |
| Ц | 22 | США !    | Мэйсон Пламли     | 208 см | 115 кг | Дьюк                       |
| З | 23 | США !    | Монте Моррис      | 188 см | 83 кг  | Айова                      |
| Ф | 35 | !        | Кевин Дюрант      | 208 см | 109 кг | Техас                      |